# Cape-Yorklederkop
De Cape-Yorklederkop (Philemon buceroides yorki) is een zangvogel uit de familie Meliphagidae (honingeters). De soort is in 1912 door de Australische vogelkundige  Gregory Mathews (die de naam had taxa bij voorkeur in meerdere soorten op te splitsen) als ondersoort beschreven en staat ook nu (weer) als ondersoort van de timorhelmlederkop op de IOC World Bird List.

## Verspreiding en leefgebied
De Cape-Yorklederkop komt alleen voor op het Kaap York-schiereiland in het noorden van Queensland (Australië): aan de westkust tot Weipa en aan de oostkust tot aan  Mackay.